# مشکین‌گربه آنگولایی
مشکین‌گربه آنگولایی (نام علمی: Genetta angolensis) نام یک گونه از سرده مشکین‌گربه است.